# Esplingerode
Esplingerode is een dorp in de Duitse gemeente Duderstadt in de deelstaat Nedersaksen. In 1973 werd het dorp bij Duderstadt gevoegd.
Esplingerode wordt voor het eerst vermeld in een oorkonde uit 1196. De kleine kerk in het dorp is gebouwd in 1913 en vervangt een eerdere kapel uit de achttiende eeuw.
Het dorpje ligt 5 km ten noordwesten van de stad Duderstadt in een streek, die om zijn vruchtbare akkerlanden Goldene Mark wordt genoemd. De Bundesstraße B446 scheidt het van Desingerode.